# 長野南郵便局
長野南郵便局（ながのみなみゆうびんきょく）は、長野県長野市川中島町にある郵便局である。民営化以前の分類では集配普通郵便局であった。

## 概要
住所：〒381-2299 長野県長野市川中島町御厨堂野954-1

## 沿革
- 1879年（明治12年）3月16日 - 今井ノ内北原（いまいのうちきたはら）郵便局（五等）として開設[1]。
- 1879年（明治12年）11月6日 - 北原郵便局に改称。
- 1881年（明治14年）4月20日 - 為替・貯金取扱を開始。
- 1893年（明治26年）1月21日 - 北原郵便電信局となる。
- 1903年（明治36年）4月1日 - 通信官署官制の施行に伴い北原郵便局となる。
- 1958年（昭和33年）9月16日 - 川中島（かわなかじま）郵便局[2]に改称[3]。
- 1967年（昭和42年）2月25日 - 和文電報配達業務を篠ノ井電報電話局に移管。
- 1968年（昭和43年）7月27日 - 電話交換業務を長野電話局に移管。
- 1983年（昭和58年）2月7日 - 長野市川中島町今井から同市川中島町御厨に移転。
- 1983年（昭和58年）2月21日 - 特定郵便局から普通郵便局に局種別改定するとともに、川中島駅前郵便局および更北郵便局から集配業務を移管。
- 1998年（平成10年）9月1日 - 外国通貨の両替および旅行小切手の売買に関する業務取扱を開始。
- 1999年（平成11年）6月28日 - 長野南郵便局に改称するとともに、篠ノ井郵便局（集配普通郵便局）[4]から「388-80xx」区域の集配業務を移管。
- 2006年（平成18年）10月16日 - 松代郵便局（集配普通郵便局）[4]、信更（しんこう）郵便局（集配特定郵便局）、大岡郵便局（集配特定郵便局）からそれぞれ「381-12xx」「381-23xx」「381-27xx」区域の集配業務を移管[5]。
- 2007年（平成19年）10月1日 - 民営化に伴い、併設された郵便事業長野南支店に一部業務を移管。
- 2012年（平成24年）10月1日 - 日本郵便株式会社の発足に伴い、郵便事業長野南支店を長野南郵便局に統合。
- 2020年（令和2年）10月12日 - 「381-27xx」区域の集配業務を信州新町郵便局に移管。

## 取扱内容
- 郵便、印紙、ゆうパック、内容証明
- 貯金、為替、振替、振込、国際送金、外貨両替、国債、投資信託
- 生命保険、バイク自賠責保険、自動車保険、変額年金保険、がん保険、引受条件緩和型医療保険
- ゆうちょ銀行ATM
- 長野市のうち旧川中島町および旧篠ノ井市地区（〒381-22xx・〒388-80xx）、旧松代町地区（〒381-12xx）、旧信更村地区（〒381-23xx）の集配業務
- ゆうゆう窓口

## 周辺
- 長野市役所川中島支所
- 長野市立川中島町公民館体育館
- 国道19号（長野南バイパス）

## アクセス
- JR信越本線 今井駅（東口）から徒歩約20分
- アルピコ交通32系統、102系統で川中島支所口停留所下車すぐ、アルピコ交通33系統、101系統、111系統で川中島支所前停留所下車すぐ
- 上信越自動車道 長野ICから北西へ約5km
- 駐車場あり：24台